# Thomas Eichenbrenner
Thomas Eichenbrenner (* 11. Oktober 1948 in Stuttgart; † 13. Oktober 2017 in Altötting) war ein deutscher Komponist, Arrangeur und Musikproduzent.

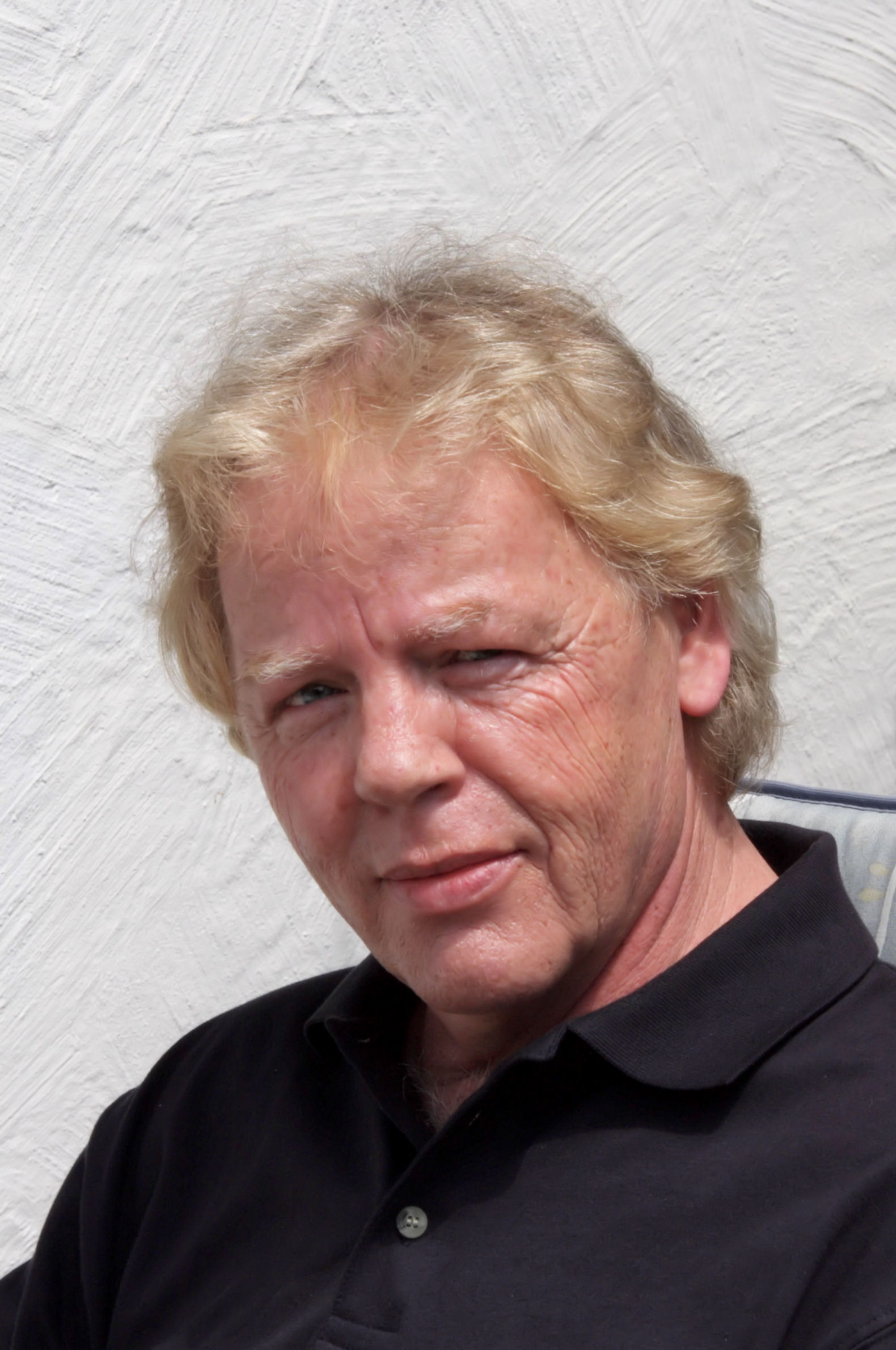
Thomas Eichenbrenner (2009)

## Leben
Nach einer klassischen Klavierausbildung und einer Fotografenlehre in Stuttgart arbeitete Thomas Eichenbrenner mehrere Jahre als Fotograf in München, später in Berlin.
Mitte der 1970er-Jahre kehrte er nach München zurück und widmete sich als Quereinsteiger und Autodidakt der Komposition dramaturgisch relevanter Musik. Er schrieb Musik zu Hörspielen (BR), Bühnenmusiken (Münchner Volkstheater) sowie sozialkritische Chansons, die in Kleinkunstbühnen in München von verschiedenen Künstlern, auch von ihm selbst u. a. mit Robert Fischer am Bass, dargeboten wurden.
1983 begann er, Filmmusik zu schreiben. Seine Instrumentalkompositionen sind geprägt von konzertantem, klassischen Stil, eingespielt von kleinen Ensembles, Kammerorchestern bis hin zu großen Sinfonieorchestern.
Später entwickelte er unter Einbeziehung der neuesten Digitaltechnik (Sampling) Konzeptionen für Music Libraries (Produktionsmusik) und produzierte sie. Auch diese Kompositionen sind im klassischen Konzertstil (Konzertstücke) eingespielt. 1989 erschien sein erstes von acht Alben mit Production Music. Ab Mitte der 1990er-Jahre schrieb und produzierte er neben den anderen Sparten auch Spezielle Entspannungsmusik, ebenfalls mit Anklängen an die klassische Musik. 1996 erschien sein erstes von elf Alben.

## Filmografie (Auswahl)
- 1986: Amelie, ich komme (ARD, Komödie, Regie Hans Noever)
- 1986: Lebe kreuz und sterbe quer (Kinofilm, Krimikomödie, Regie Douglas Wolfsperger)
- 1987: Die Weinmacher (ARD, 16-teilige Doku-Serie, Regie Christian Rischert)
- 1994: Wiener Lust (ARD, Dokumentarfilm, Regie Christian Rischert, BR-Fernsehpreis)
- 1995: Alte Freunde küsst man nicht (ZDF, romantische Komödie, Regie Detlef Rönfeldt)
- 2008: Remembering Phil (Kinofilm USA, Regie Brian Smith)
- 2009: Mit dem Zug durch…(SWR, Doku-Serie, Regie Hagen von Ortloff)
- 2010: Der Jenissei (ARD, Dokumentarfilm, Regie Georg Restle)
- 2011: Flusslandschaften in Mitteldeutschland (MDR, Dokuserie)
- 2011–2012: Heartbeat (GB, ITV3, Krimiserie)
- 2011–2012: A Baby Story (USA, Discover Fit And Health, Dokuserie)
- 2012: Vom Schwarzen Meer bis zur Ostsee (NDR, 2-teiliger Dokumentarfilm)

## Diskografie
Production Music Alben:
- Voyage Mélancholique (1989 Ring Musik; 18 Konzertstücke für Klavier und Orchester)
- Russia (1991 Happy Records; 16 Konzertstücke für Orchester)
- Quiet Emotions (1994 Selected Sound; 15 Konzertstücke für Klavier und Orchester)
- Painted Dreams (1995 Sonoton; 13 Konzertstücke für Klavier und Orchester)
- Moments Of Harmony (1995 Selected Sound; 24 Konzertstücke für Klavier und Orchester)
- Mediterranean Impressions (2011 Sonoton; 14 Konzertstücke)
- Landscape Paintings (2013 Roba Production Music; 14 Konzertstücke)
- Romantic Love Tales (2014 Roba Production Music; 13 Konzertstücke)

Einzelkompositionen auf Production Music Alben:
- Tales Of The Heart (2001 Sonoton)
- Hearts And Minds (2002 Sonoton)
- Bella Italia (2002 Intervox)
- Wellness Weekend (2003 Intervox)
- Italy For Lovers (2004 Intervox)
- Miss Ya (2013 Intervox)
- Sea & Sailorman (2013 Intervox)
- Rockin' Kids (2013 Intervox)
- My Pretty Garden (2013 Intervox)
- Anniversary 100 (2014 Roba Production Music)
- Mafioso (2014 Intervox)
- Counting Sheep (2014 Intervox)

Kompositionen in Music Libraries (ohne Album):
- 2014 Soundtaxi (20 Titel diverser Genres: Atmos, World, Abenteuer, Spannung)

Produktion Hessischer Rundfunk:
- Reden übers Leben (2005 hr4, Bruder Paulus und Hermann Hillebrand, 11 Konzertstücke aus Voyage Mélancholique)

 Entspannungsmusik:
- Seidenklang (1999 Mentalis)
- World Colors (2000 Mentalis)
- Unter dem Regenbogen (2010 Bogner Records)
- Romanze eines Sommers (2010 Bogner Records)
- Frühlingswolken (2010 Bogner Records)
- Insel der Ruhe (2010 Bogner Records)
- Horizonte (2011 Bogner Records)
- Universum der Träume (2011 Bogner Records)
- Traum vom Paradies (2012 Bogner Records)
- Insel der Sehnsucht (2013 Bogner Records)
- Entspannt einschlafen (2013 Bogner Records)